# Neue Automobil-Industrie
Neue Automobil-Industrie GmbH war ein deutscher Hersteller von Automobilen.

## Unternehmensgeschichte
Das Unternehmen aus Berlin-Charlottenburg begann 1909 unter Leitung von Louis de Block mit der Produktion von Automobilen. Der Markenname lautete NAIG. 1911 endete die Produktion.

## Fahrzeuge
Das Unternehmen stellte Kleinwagen her.